# San Lorenzo (gemeente)
Blanca Flor, vroeger San Lorenzo, is een gemeente (municipio) in de Boliviaanse provincie Madre de Dios in het departement Pando. De gemeente telt naar schatting 8.527 inwoners (2018). De hoofdplaats is San Lorenzo.